# Nume de persoană
Un nume de persoană sau nume complet este grupul numelor sub care este cunoscut un individ, care pot fi recitate ca sintagmă, în sensul că, luate împreună, se referă toate la același individ. În multe culturi, termenul este sinonim cu numele legal și numele la naștere al individului. Studiul academic al numelor de persoane se numește antroponimie.
În culturile apusene, aproape toți indivizii posedă cel puțin un prenume (cunoscut și drept prim nume, nume personal, nume de botez) și un nume de familie (cunoscut și drept ultim nume), respectiv „Traian” și „Băsescu” din Traian Băsescu — cel din urmă indică faptul că individul aparține unei familii, unui trib sau unui clan. În general, atunci când există două sau mai multe prenume, se folosește numai unul dintre ele în vorbirea obișnuită.
În unele culturi (inclusiv în unele apusene), se mai adaugă patronime sau matronime, ca nume mijlocii — de exemplu, Piotr Ilici Ceaikovski (al cărui tată avea prenumele Ilia) — sau în locul unui nume de familie — de exemplu, Björk Guðmundsdóttir (al cărei tată se numește Guðmundur) sau Heiðar Helguson (a cărui mamă se numește Helga). Există concepte similare în culturile răsăritene.
În regiuni mai puțin urbanizate ale lumii, însă, multe persoane sunt cunoscute sub un singur nume, iar unor culturi chiar le lipsește conceptul numelor specifice, fixe, pentru identificarea oamenilor, fie individual sau colectiv. Unele triburi izolate, precum Machiguenga din Amazonia, nu folosesc nume de persoane.
De obicei, numele complet al unei persoane o identifică pe aceasta în scopuri legale și administrative, deși este posibil ca acesta să nu fie numele sub care este cunoscută; unii folosesc doar o porțiune din numele lor complet, în timp ce alții sunt cunoscuți sub porecle, pseudonime, titluri sau alte desemnări formale sau informale.
Posedarea unui nume este un obicei aproape universal; Convenția asupra Drepturilor Copilului declară că un copil are, din naștere, dreptul la un nume.

## Structură
Componentele uzuale ale numelor date la naștere includ:
- Prenumele: Numele personal, care poate preceda numele de familie (cum se întâmplă în unele culturi europene), poate urma numele de familie (cum se întâmplă în unele culturi est-asiatice) sau poate fi folosit în absența unui nume de familie.
- Patronim: Un nume bazat pe prenumele tatălui.
- Matronim: Un nume bazat pe prenumele mamei.
- Numele de familie: Un nume folosit de toți membrii unei familii. În China, numele de familie au intrat în uzul comun începând din secolul al III-lea î.Hr.; înainte, ele erau uzuale numai în nobilime. În unele regiuni est-asiatice (de exemplu, Vietnam și Coreea), numele de familie au apărut în următoarele secole, iar în altele (cum ar fi Japonia), ele nu au devenit uzuale decât în secolul al XIX-lea. În Europa, după dispariția convențiilor romane pentru numele de persoane, uzul comun al numelor de familie a început destul de devreme în unele regiuni (Franța în secolul al XIII-lea, Germania în secolul al XVI-lea), dar în mai multe cazuri nu a început decât mult mai târziu, în regiunile în care se obișnuia folosirea patronimelor (cum ar fi Scandinavia, Țara Galilor și unele părți ale Germaniei, Rusiei și Ucrainei). Utilizarea obligatorie a numelor de familie a variat considerabil. Franța a obligat preoții să menționeze numele de familie în evidențele de botez începând din 1539 (mai puțin pentru evrei, care obișnuiau să folosească patronime, până în 1808). Pe de altă parte, numele de familie nu au fost obligatorii în țările scandinave până în sec. al XIX-lea sau al XX-lea: în Norvegia au fost făcute obligatorii în 1923, în timp ce Islanda nu folosește nici astăzi nume de familie pentru locuitorii săi. În Spania, Portugalia și majoritatea țărilor din America Latină, se folosesc două nume de familie — unul fiind numele de familie al tatălui, iar celălalt, al mamei. Practica din Spania plasează numele tatălui înaintea numelui mamei, în timp ce Portugalia și Brazilia îl plasează după cel al mamei; totuși, toate cele trei au în comun faptul că numele tatălui este considerat cel principal. Un bărbat portughez numit António de Oliveira Gutteres poate fi, deci, cunoscut sub numele António Gutteres. În Spania, însă, se practică utilizarea numelui secundar, dacă cel principal este prea comun pentru a permite identificarea ușoară a unei persoane. De exemplu, José Luis Rodríguez Zapatero este cunoscut adesea drept Zapatero. În majoritatea culturilor din Orientul Mijlociu și din Asia de Sud, numele de familie nu au intrat în uzul general până în secolul al XIX-lea, sub influența europeană.
- În multe familii, unul sau mai multe nume mijlocii pot fi nume alternative, nume alese în onoarea unui strămoș sau a unei rude sau, pentru femeile căsătorite, numele lor de fată (nu întotdeauna). În unele tradiții, însă, rolurile prenumelui și al numelui mijlociu sunt inversate, prenumele fiind ales în amintirea unui membru al familiei și numele mijlociu fiind folosit uzual pentru adresarea informală către cineva. Multe familii catolice folosesc un nume de sfânt drept nume mijlociu pentru copiii lor, iar altele îi lasă să-și aleagă singuri un nume de sfânt odată ce ating o anumită vârstă. Adesea, în culturile care folosesc patronime sau matronime, numele mijlociu este patronimul/matronimul, iar asta ajută la distingerea persoanelor cu nume similare: de exemplu, Einar Karl Stefánsson și Einar Guðmundur Stefánsson. Acest lucru se întâmplă cu precădere în Islanda (cum s-a arătat în exemplu), unde oamenii sunt cunoscuți și strigați aproape exclusiv după prenume.

Unele persoane (numite anonimi) aleg să fie anonime, adică să își ascundă adevăratele nume, pentru a se feri de sancțiuni penale sau de ridiculizarea operelor și acțiunilor lor de către societate. O altă metodă prin care oamenii își ascund identitatea este folosirea unui pseudonim (un nume fals).
Pentru unele persoane, numele lor este un singur cuvânt (un mononim). Acest lucru se poate aplica de la naștere sau poate fi decis mai târziu în viață. De exemplu, în 1978, cântăreața Cher și-a schimbat legal numele din Cherilyn Sarkisian La Piere Bono Allman în Cher.
În iudaism, se consideră că numele unei persoane este legat intim de soarta lor și se crede că adăugarea unui nume (de exemplu, pe patul de moarte) ar putea scăpa o persoană de un anumit pericol. Evreii așkenazi consideră că numirea copilului după o rudă vie aduce ghinion, fiindcă Îngerul Morții ar putea să-l confunde cu tizul său; evreii sefarzi nu au acest obicei. De asemenea, evreii, în general, pot avea un nume evreiesc pentru folosința în cadrul comunității și un nume diferit folosit în contact cu goi.
Împărații chinezi și japonezi primesc nume postume.
În unele culturi polineze, numele unui cap decedat devine tabu. Dacă numele capului vine de la un concept sau obiect de uz zilnic, atunci conceptul/obiectul va fi redenumit.

## Convenții de nume
În societățile apusene contemporane (mai puțin Islanda, Ungaria și uneori Flandra), cea mai comună convenție este ca o persoană să aibă un prenume urmat de numele de familie al părinților. Unele prenume sunt alese liber, iar altele sunt copiate după numele unui strămoș. Multe prenume sunt inspirate din mitologie, ceea ce a rezultat în apariția de nume înrudite în limbi diferite (de exemplu, George, Georg, Jorge).
Mai demult, țările scandinave foloseau patronime, persoanele fiind numite efectiv „fiul/fiica lui X”; acum nu mai este cazul decât în Islanda și, opțional, în Insulele Feroe.

## Ordinea numelor

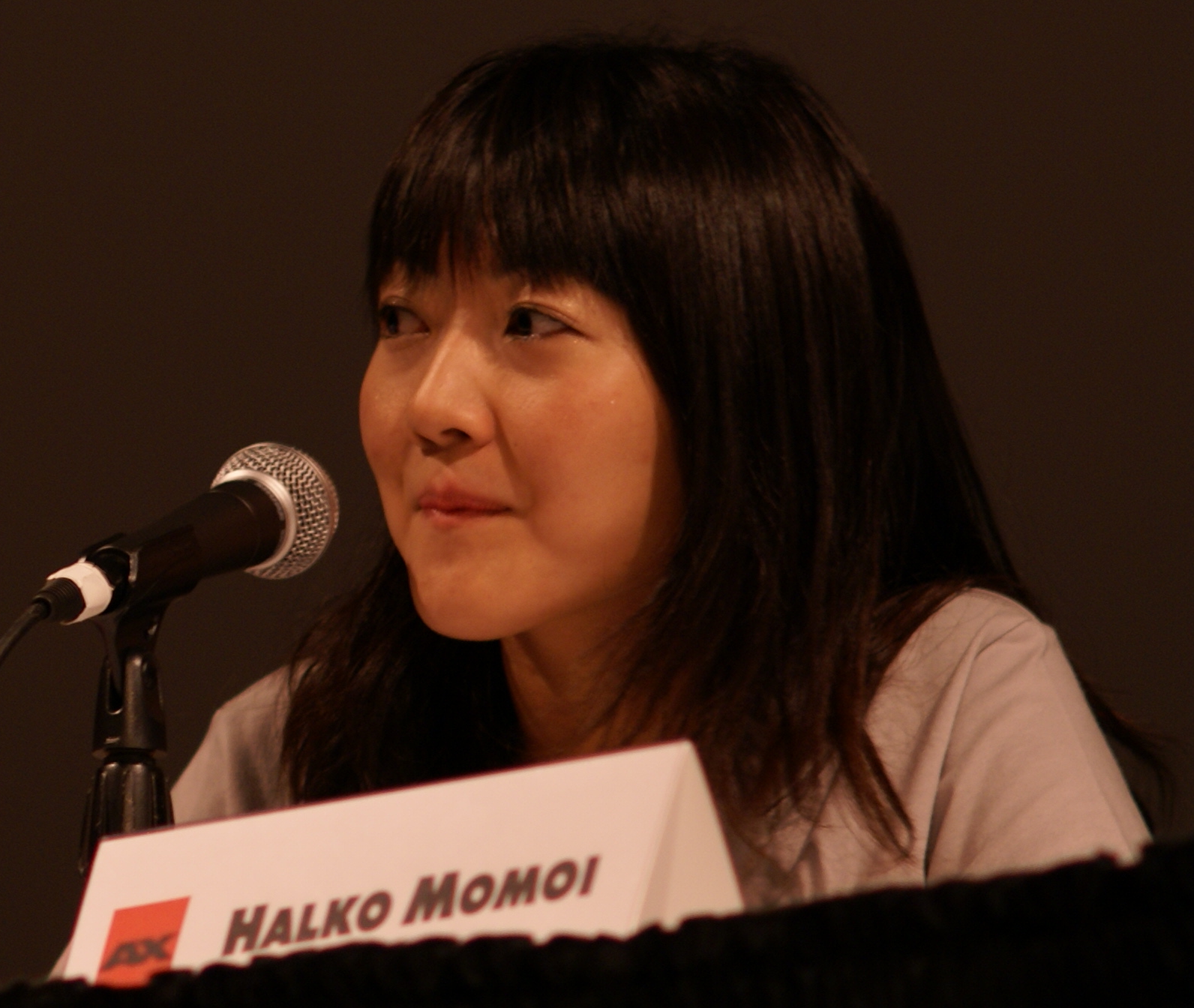
Haruko Momoi la Anime Expo 2007 în Los Angeles; plăcuța ei conține o variantă a numelui ei („Halko Momoi”) scrisă în ordinea apuseană; în japoneză, numele ei este Momoi Haruko (桃井はるこ).

### Ordinea apuseană
Ordinea prenume–nume este cunoscută drept ordinea apuseană și este folosită în majoritatea țărilor europene și în țări predominant influențate de cultura vest-europeană (de exemplu, America de Nord și de Sud, nordul, estul, centrul și vestul Indiei, Australia, Noua Zeelandă și Filipinele), inclusiv în țări vorbitoare de limba română, precum România și Republica Moldova.
În cadrul listelor alfabetice și al cataloagelor, însă, se obișnuiește plasarea numelui de familie la început, înaintea prenumelor, uneori separat de acestea prin virgulă, reprezentând ordinea lexicografică. Această convenție este folosită de majoritatea bibliotecilor apusene și a formularelor administrative.

### Ordinea răsăriteană
Ordinea nume–prenume este cunoscută drept ordinea răsăriteană și este folosită, în principiu, în Asia de Est (de exemplu, în China, Japonia, Coreea, Cambodgia și Vietnam), dar și în Ungaria și în sudul și nord-estul Indiei. Este folosită colocvial și în țări care folosesc ordinea apuseană, cum ar fi Austria, Franța, Belgia, Grecia, Italia și România, probabil sub influența practicii birocratice de a pune numele înaintea prenumelui.
Atunci când numele est-asiatice sunt transliterate în alfabetul latin, unele persoane preferă să le convertească la ordinea apuseană, în timp ce alții păstrează ordinea originală, dar scriu numele de familie cu majuscule. Pentru evitarea confuziei, unii scriu întotdeauna numele de familie cu majuscule, indiferent de ordine, mai ales când scriu pentru un public internațional. Acest obicei este popular printre vorbitorii de esperanto. În publicațiile maghiare, de exemplu, numele japoneze și chineze sunt, în general, folosite în ordinea apuseană.
Rareori se întâmplă ca chinezii care locuiesc în China să își inverseze numele conform practicii apusene.
Publicațiile apusene tind să păstreze ordinea originală pentru nume chineze, coreene și vietnameze și să o convertească pentru nume japoneze și maghiare. Astfel, Koizumi Jun'ichirō devine Junichiro Koizumi, iar Puskás Ferenc devine Ferenc Puskás.
Totuși, numele jucătorilor coreeni de baseball și golf tind să fie și ele convertite la ordinea apuseană — de exemplu, Chan-ho Park (în original 박찬호 Park Chan-ho) și Se-Ri Pak (în original 박세리 Pak Se-ri). Confuzia poate fi evitată observând că, în astfel de cazuri, prenumele conține o cratimă.
Mordvinii folosesc două nume — unul mordvin și unul rusesc — iar cel mordvin este scris în ordinea răsăriteană. De obicei, numele de familie mordvin este același ca (sau foarte asemănător cu) numele de familie rusesc (numele mordvin al lui Aleksandr Șaronov este Șaronon Sandra) dar poate fi total diferit uneori (numele mordvin al lui Vladimir Romașkin este Iovlan Olo).
Mongolii folosesc ordinea răsăriteană (patronim urmat de nume personal) atât pentru nume de băștinași, cât și pentru nume est-asiatice și ungurești. Numele apusene, totuși, sunt scrise în ordinea apuseană.

## Nume individuale pentru alte ființe
Pe lângă taxonomia linneană, unii oameni dau nume animalelor și plantelor, într-o manieră similară cu cele folosite pentru oameni, deseori din afecțiune.

### Numele animalelor de companie
Numele unui animal de companie reflectă adesea percepția și așteptările stăpânului față de animal.
Numele dat unui animal de companie poate fi o aluzie la aspectul sau la personalitatea lui sau poate fi ales din afecțiune sau în onoarea vedetei preferate.
Unele persoane dau nume umane animalelor lor, reflectând o relație cvasiumană cu animalul.
În unele culturi, cum ar fi cea chinezească, animalele primesc nume non-umane, deoarece un nume uman ar fi considerat nerespectuos față de persoanele cu acel nume.

### Numele de delfini
Un studiu publicat de Academia Națională a Științelor din Statele Unite susține că oamenii nu sunt singurele animale care folosesc nume individuale. Câțiva cercetători de la Universitatea din Carolina de Nord din Wilmington au efectuat un studiu asupra delfinilor din Sarasota Bay, Florida, și au descoperit că delfinii se strigau unii pe alții pe nume. Delfinii își aleg singuri numele de la o vârstă fragedă.